# Nieuwe Rotterdamsche Courant
De Nieuwe Rotterdamsche Courant, vanaf 1947 de Nieuwe Rotterdamse Courant (NRC), is een Nederlands dagblad dat in 1843 te Rotterdam werd opgericht, oorspronkelijk als het Rotterdamsch staats-, handels-, nieuws- en advertentieblad. De krant fuseerde in 1970 met het Algemeen Handelsblad (opgericht in 1828 te Amsterdam) tot NRC Handelsblad, sinds 2022 bekend als NRC.

## Geschiedenis

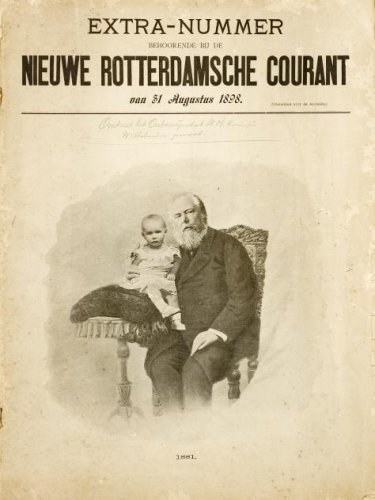
Bijlage van de NRC uit 1898, met baby Wilhelmina en haar vader op de omslag

De Rotterdamse boekhandelaar Hendrik Nijgh trachtte aanvankelijk 20 duizend gulden bijeen te brengen voor de uitgifte van een dagblad. Nadat deze poging was mislukt, besloot hij zich dan voorlopig te beperken tot een weekblad. Hij benaderde de plaatselijke boekdrukker A. Wijnands met het voorstel een weekblad uit te geven voor gezamenlijke rekening. Wijnands stemde toe. Het eerste nummer van het Rotterdamsch staats-, handels-, nieuws- en advertentieblad verscheen op zondag 13 augustus 1843.
De krant werd per 1 januari 1844 omgedoopt in Nieuwe Rotterdamsche Courant. Deze verscheen aanvankelijk driemaal per week, op maandag, woensdag en vrijdag; vanaf 23 september 1844 dagelijks. In 1877 werd de eerste rotatiepers van Nederland in gebruik genomen, en vanaf 1 november dat jaar verscheen zowel een ochtend- als een avondeditie. Dit zou zo blijven tot 14 juni 1942, met een onderbreking in de periode 10 mei 1940 tot 21 mei 1940.
In 1907 werd de naamloze vennootschap De Nieuwe Rotterdamsche Courant opgericht, waarbij de onafhankelijkheid van de hoofdredacteur statutair werd vastgelegd. Deze NV nam in 1922 de Nieuwe Courant over; in 1924 Het Vaderland; en in 1933 het Dagblad van Rotterdam. De Nieuwe Courant werd per 1 april 1936 opgenomen in Het Vaderland. Na de Tweede Wereldoorlog zou de NV het Algemeen Dagblad oprichten (1946) en de Provinciale Drentsche en Asser Courant overnemen (maart 1960).

## Behoudender
Net als het Algemeen Handelsblad was de Nieuwe Rotterdamsche Courant van liberale signatuur. De berichtgeving en de opmaak van de krant waren echter behoudender dan die van het Algemeen Handelsblad. Een vergelijking van de voorpagina's wijst uit dat pas in 1927 voor het eerst een foto werd afgedrukt, en dat pas in 1938 de eerste nieuwsfoto's op de voorpagina werden geplaatst. Pas in 1932 werd een kop over twee kolommen gezet, en pas in 1934 verscheen de eerste infographic op de voorpagina. Deze elementen waren allemaal al eerder in het Algemeen Handelsblad geïntroduceerd. Alleen met het vanaf 1919 vermelden van de naam van de hoofdredacteur onder de titelkop liep de NRC drie jaar voor op het Algemeen Handelsblad.

## Advertentieboycots
In november 1929 kreeg de Nieuwe Rotterdamsche Courant te maken met een advertentieboycot door Rotterdamse bioscoopexploitanten die ontevreden waren over negatieve filmrecensies in de krant. De boycot zou bijna een jaar duren; de eerste advertentie verscheen pas weer op 30 oktober 1930.
Tijdens de jaren dertig werd in de krant door de joodse journalist Marcus van Blankenstein kritiek geuit op het nazi-regime in Duitsland. Dit leidde tot een advertentieboycot, waarbij geen Duitse toeristische advertenties meer werden geplaatst. Ook het Rotterdamse bedrijfsleven oefende druk uit op de redactie, omdat de anti-Duitse berichtgeving de belangen van de Rotterdamse haven zou schaden. Van Blankenstein werd op 28 november 1936 ontslagen.
De hoogleraren Pieter Geyl en P.N. van Eyck voerden tegen zijn ontslag een protestactie; 300 à 400 abonnees zegden hun abonnement op.

## Collaboratie
Na de gelijkschakeling van de Nederlandse pers bleef de Nieuwe Rotterdamsche Courant tot het eind van de oorlog verschijnen onder controle van de Duitse bezetter. Wegens deze collaboratie mocht de krant na de oorlog aanvankelijk niet onder de eigen naam uitkomen. Daarom verscheen de NRC vanaf 28 juli 1945 onder de titel Nationale Rotterdamsche Courant. Toen het verbod was opgeheven verscheen de krant per 1 juli 1947 weer als Nieuwe Rotterdamse Courant nu zonder ch in de naam.
Op 9 november 1948 verzocht de NV De Nieuwe Rotterdamsche Courant om een beursnotering aan de Amsterdamse effectenbeurs; een primeur voor een Nederlandse krant. De faculteit voor journalistiek van de Universiteit van Missouri kende de NRC op 10 oktober 1951 als eerste Nederlandse krant de Missouri Honor Medal for Distinguished Service in Journalism toe.

## Fusie
Onder andere in 1914 en 1922 waren al toenaderingspogingen tot het Algemeen Handelsblad gedaan. Waarom die mislukten is niet bekend. Vanaf 1964 werd door beide kranten samengewerkt in het kader van de Nederlandse Dagblad Unie (NDU), en vanaf begin 1970 werd gesproken over een fusie tussen de verlieslijdende kranten. Deze fusie werd in datzelfde jaar afgerond. Het laatste nummer van de Nieuwe Rotterdamse Courant verscheen op 30 september. Op 1 oktober 1970 verscheen het eerste nummer van de fusiekrant. Deze kwam in het zuiden van Nederland uit als NRC Handelsblad en in het noorden aanvankelijk als Handelsblad NRC. Deze laatste titel werd in mei 1972 geschrapt. Sinds 2022 wordt de toevoeging Handelsblad niet meer gebruikt.

## Bekende medewerkers

### Hoofdredacteuren
- Hartog Hijman Tels (1844-1869)[19]
- Hartog Hijman Tels en Isaac Arnold Lamping (1869-1885)
- Isaac Arnold Lamping (1885-)
- Johannes Zaaijer (1893-1910)
- G.G. van der Hoeven (1910-1936)
- Pieter Christiaan Swart (1936-1939)
- Maarten Rooij (1939-1940)
- Johan Huijts (1940-1945)
- Maarten Rooij (1945-1958)
- Alexander Stempels (1958-1970)
- Jérôme Heldring (1968-1970)

### Redacteuren en columnisten
- Joris van den Bergh
- Marcus van Blankenstein
- Johannes Jacobus van Bolhuis
- Emmanuel de Bom
- Marie Joseph Brusse
- Pieter Nicolaas van Eyck
- Anton Koolhaas
- Willem Landré
- Hendrik Marsman
- Carel van Nievelt
- Martinus Nijhoff
- Leonard Jan Plemp van Duiveland
- Hein Roethof
- Adriaan van der Veen
- Alexander Voormolen
- Victor E. van Vriesland
- Jan Paul van der Wijk
- Karel van de Woestijne